# Iona (Idaho)
Iona – miasto w Stanach Zjednoczonych, w stanie Idaho, w hrabstwie Bonneville.